# Ronnie Corbett
Ronald Balfour „Ronnie” Corbett (Edinburgh, 1930. december 4. – 2016. március 31.) skót színész, humorista.
Híres brit televíziós humoros sorozatairól ismert, mint a „Két Ronnie” (Two Ronnies) és a „Frost-jelentés” (The Frost Report). A Két Ronnie alacsony tagja.

## Pályafutása
Az 1960-as évek elején musicalekben szerepelt. 1963-ban találkozott a későbbi Two Ronnies másik Ronnie-jával Ronnie Barker-rel. David Frost, Frost-jelentés műsora legismertebb jelenetének egyik szereplője, mely a brit társadalmi osztályrendszert figurázza ki, John Cleese-zel és Ronnie Barker-rel.
A Két Ronnie című show 1971-ben hatalmas sikert aratott, melyet 12 évad sikersorozata követett egészen 1987-ig. A műsor többek között humoros jelenetekből, dalokból, monológokból és paródiákból áll, melyekből a monológokat ő mondta el. A show nemzeti intézménnyé vált, 15-20 millióan nézték rendszeresen Anglia szerte az összesen 93 epizódot. 1997-ben a Fészkes fenevadak című filmben a fókaidomárt alakította. 1999-ben a Két Ronnie újra egyesült. Régi jeleneteikből állítottak össze műsorokat, új jelenetekkel tarkítva.
Profi golfos, támogatja a Crystal Palace FC-t, valamint szülővárosa béli Heart of Midlothian FC-t. A Magyarországon többször is bemutatott Üdvözlet a tengerpartról és a Piknik című némafilmekből ismerhetjük, valamint a magyar változatban Körmendi János és Gálvölgyi János által játszott Optikus-jelenet is az ő nevükhöz fűződik.

## Magánélete
1965-től haláláig Anne Hart házastársa volt. Két lányuk született, Emma és Sophie, akik színésznők lettek. Shirley-ben él (London), Gullane-ban (Skócia) is van egy háza, ahol méhészettel is foglalkozik.

## Díjai
- 1972. BAFTA-díj – The Two Ronnies
- 1978. A Brit Birodalom Rendje, Tisztikereszt

## Filmjei
- Burke és Hare (2010)
- Fészkes fenevadak (1997)
- Üdvözlet a tengerpartról (1982)
- Piknik (1976)
- Csak semmi szexet, kérem, angolok vagyunk (1975)
- A gátlástalanság lovagja (1970)